# Јурика (Мисури)
Јурика (енгл. Eureka) град је у америчкој савезној држави Мисури.

## Демографија
По попису из 2010. године број становника је 10.189, што је 2.513 (32,7%) становника више него 2000. године.
| Група             | 2000.         | 2010.         |
| Белци             | 7.414 (96,6%) | 9.532 (93,6%) |
| Афроамериканци    | 44 (0,6%)     | 83 (0,8%)     |
| Азијати           | 63 (0,8%)     | 194 (1,9%)    |
| Хиспаноамериканци | 94 (1,2%)     | 204 (2,0%)    |
| Укупно            | 7.676         | 10.189        |